# Суші
Суші (яп. 鮨 / 鮓 / 寿司, すし, МФА: [su̥ɕi]) — традиційна страва японської кухні зроблена на основі рису, обробленого рисовим оцтом чи сіллю, та різноманітних начинок чи нашарувань, серед яких переважають морські продукти, але можуть входити м'ясо, овочі, водорості, гриби чи яйця. Суші бувають сирими, приготованими, маринованими і запеченими.
У Кореї під впливом Японії виникла подібна національна страва — кімбап, але відмініність від японської в тому, що корейці не кладуть до неї рибу.
У Японії словом суші позначають широке коло страв, однак на Заході під ним помилково розуміють лише грудку рису, покриту шматком сирої риби.

## Види
Існують різноманітні види суші. Вони називаються:
- макі-дзуші (завиванці) — суші, закручені у водорості норі. Від японського слова маку — «закручувати»
- ніґірі-дзуші (стисканці) — суші, зроблені із грудочки рису з начинкою, спресовані в кулаці. Від японського слова ніґіру — «стискати».
- інарі-дзуші (інарці) — суші, виготовлені у вигляді мішечків смаженого тофу з рисом і начинкою. Від японського божества Інарі.
- тіраші-дзуші (розсипанка) — суші, зроблені з рису з розсипаним по ньому начинням. Від японського слова тірасу — «розсипати». Різновид рибного плову.
- ґунканмакі-дзуші (яп. 軍艦巻き, досл.: роли «військовий корабель») – невеликі роли, що лежать на боку. Грудка рису знизу обгорнена норі, а згори додається начинка, як правило, у вигляді ікри.

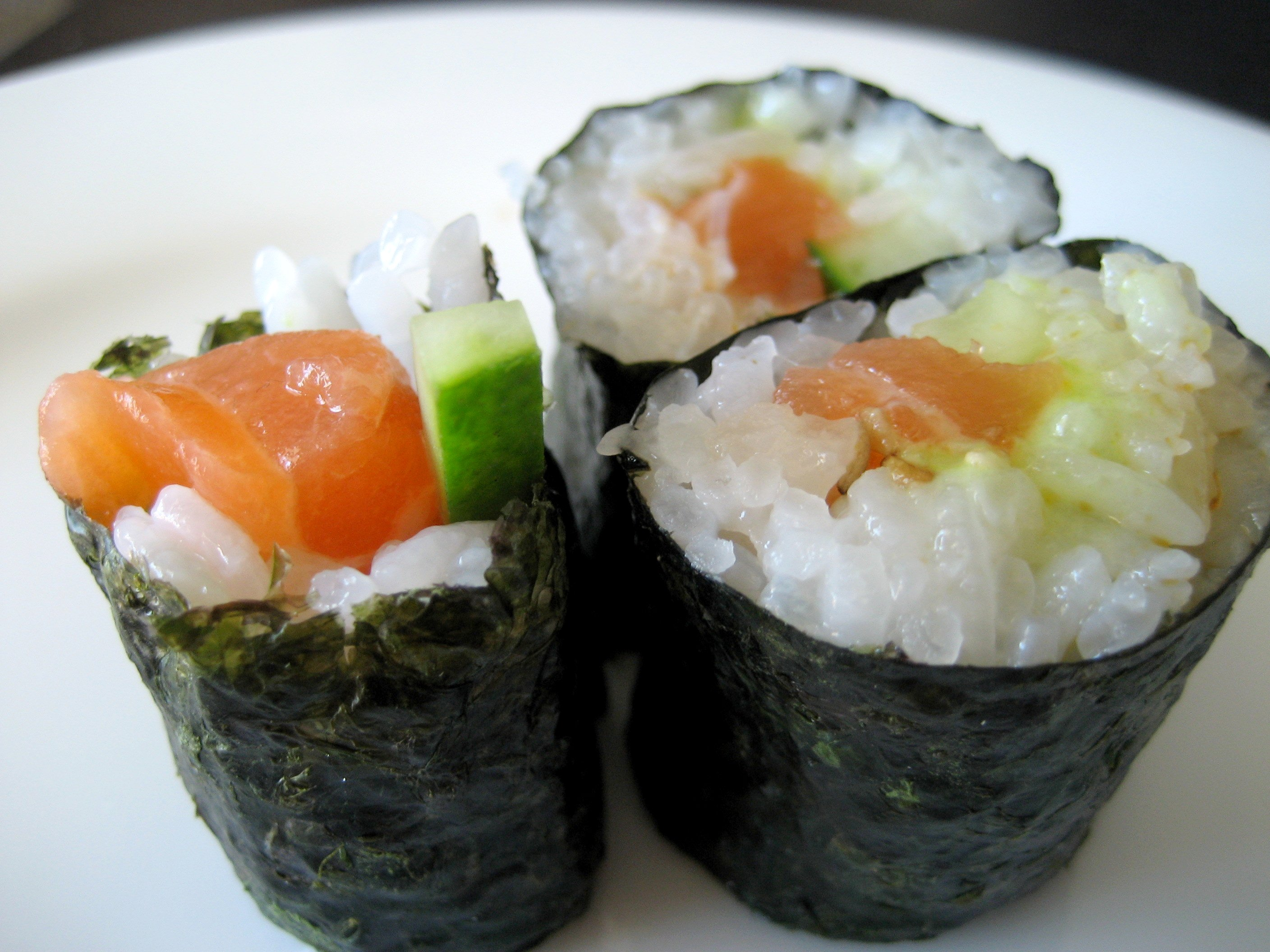
Завиванці
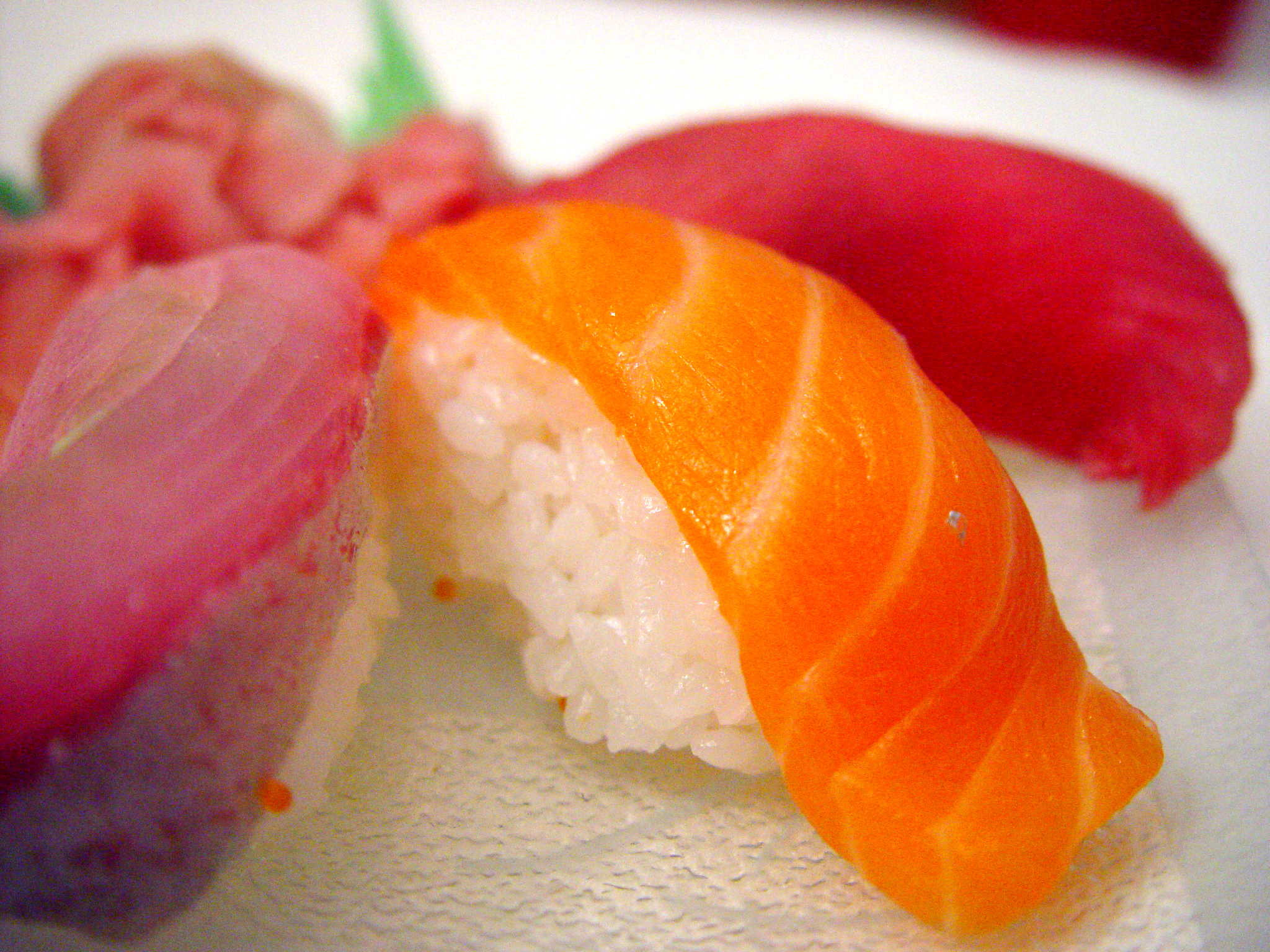
Стисканці
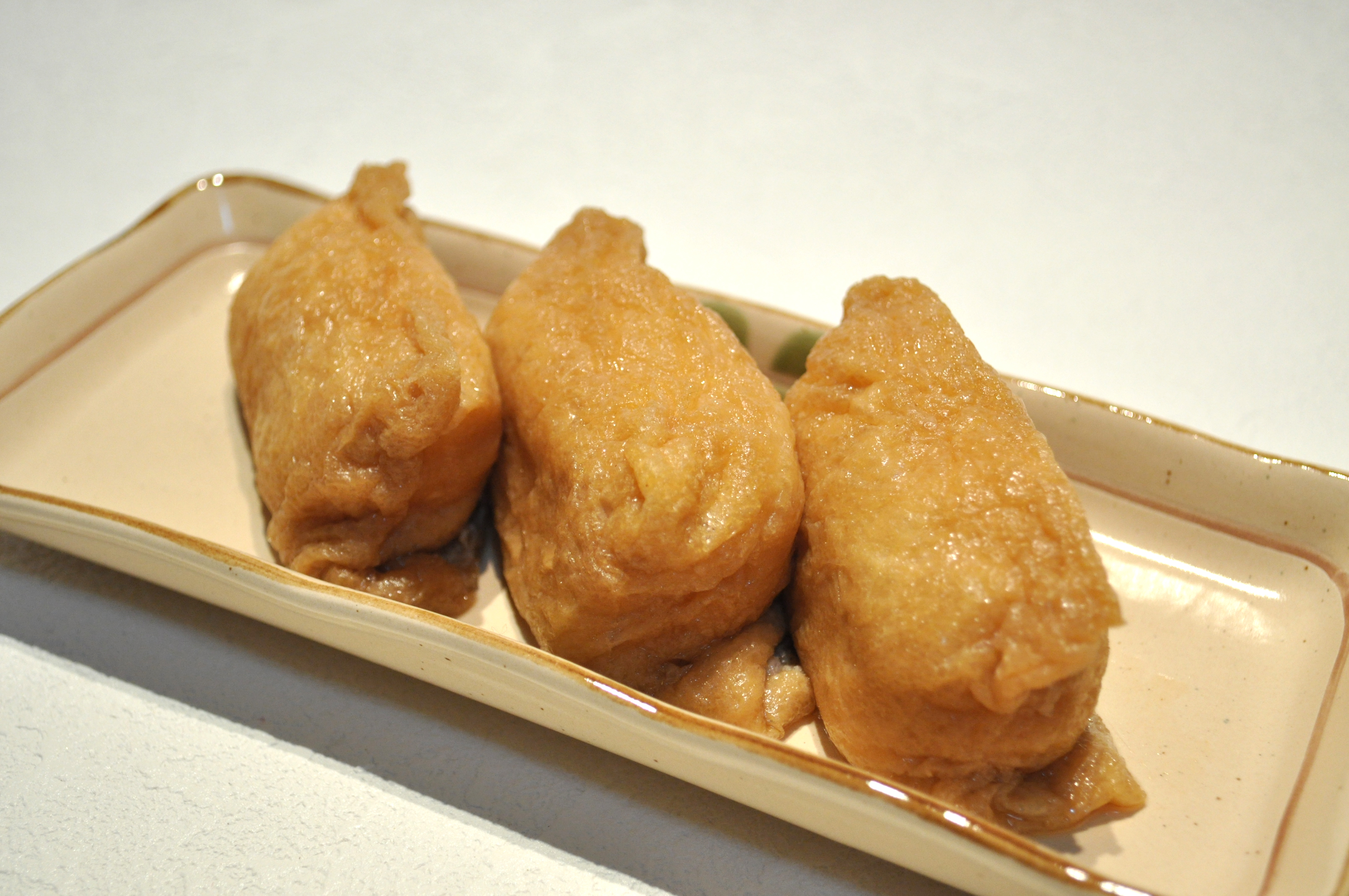
Інарці
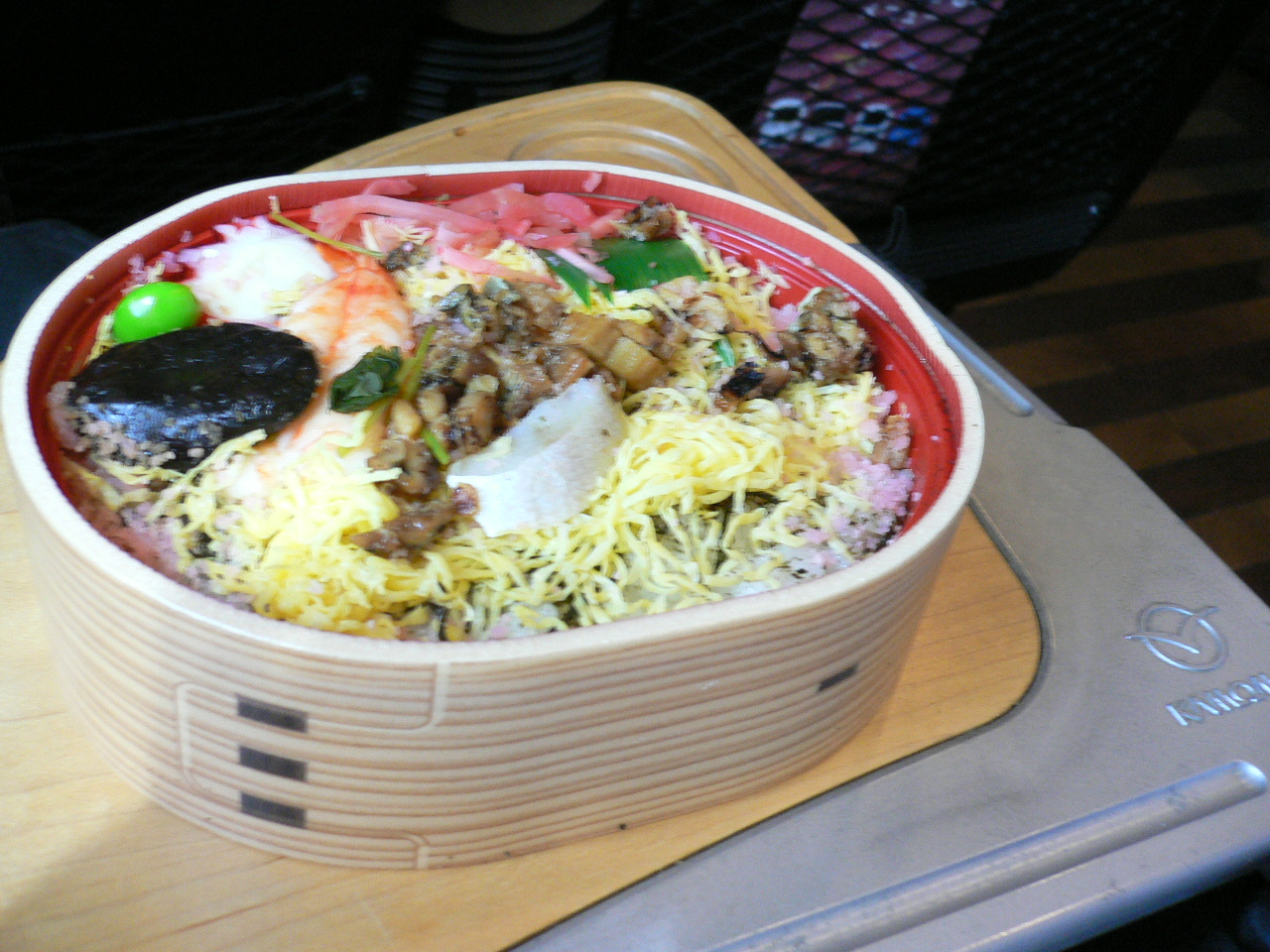
Розсипанка
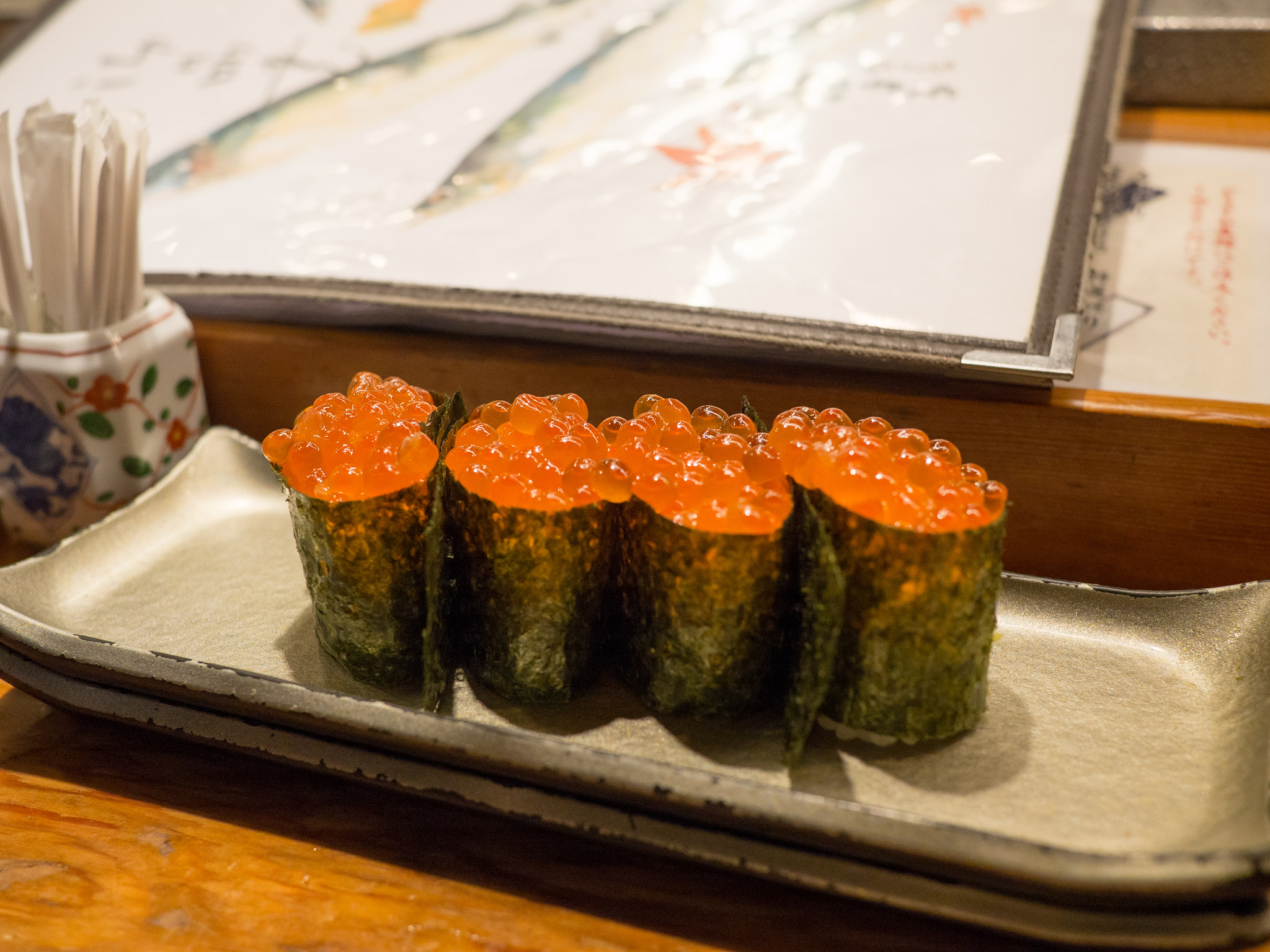
Ґунканмакі-дзуші

Крім того, є вегетаріанські та веганські суші.

## Історія походження суші
Історія виникнення суші бере початок у Південній Азії, де варений рис почали застосовувати для приготування й консервування риби. Очищена й розрізана на невеликі шматочки риба посипалася сіллю та змішувалася з рисом, після чого поміщувалась під тиск із каменів, який за декілька днів замінювався кришкою. Протягом декількох місяців відбувався процес молочнокислої ферментації рису та риби. Приблизно у VII столітті через Китай та Таїланд цей спосіб отримав розповсюдження в Японії. Традиція споживання ферментованої риби збереглася й на сьогодні в країнах Південної Азії. Китайський ієрогліф, що перекладається як суші, означає «маринована риба», однак, традиція їх приготування в Китаї зникла. На сьогодні в Японії таким чином готують інарі-дзуші.
У XVII столітті з'явилось рисове суші, що містило в собі варений рис, рисовий солод, морепродукти та овочі. Невдовзі почали виготовляти рисовий оцет, який додавали до рису, що виключило процес бродіння та суттєво зменшило час приготування.
У XIX столітті кухар Йохей Ханай із Токіо вирішив повністю відмовитися від маринованої риби й подавати рибу сирою. Таким чином процес приготування суші зменшився до декількох хвилин. Нове запропоноване суші швидко завоювало популярність і, у підсумку, з'явилось два способи приготування страви. Перший спосіб отримав назву Кансай — за іменем району міста Осака, інший — Едо, адже саме так до 1868 року називався Токіо. Миттєво з'явилися ресторани та кафе, у яких пропонували суші, а в магазинах почав продаватись спеціально приготовлений рис для домашнього приготування суші. Відтоді процес приготування принципово не змінювався, лише з'являлися нові рецепти та інгредієнти для страви.
Останнім досить важливим етапом в історії суші було втіленням у практику приготування суші-автоматів у 1980-х роках, так званих суші-роботів, розроблених у кінці 1970-х рр. Одна лінія суші-автоматів (кожен із яких виконує одну чи декілька операцій, починаючи від промивання рису та закінчуючи упакуванням суші в полімерну плівку) здатна замінити від декількох до декількох десятків професійних кухарів-сушистів, при цьому питання дотримання технології, правил гігієни та санітарних умов, дуже важливі через специфіку страви. Хоча технологія застосування суші-роботів розповсюджується, проте його поширення стримує масова думка, що суші повинні обов'язково готуватися людськими руками.

## Інгредієнти
Всі види суші складаються з базового інгредієнту — специфічно приготованого рису, до якого додаються інші інгредієнти.

### Рис для суші
Суші готують із білого мілкозернистого японського рису, змішаного з спеціально зробленим соусом, приготованим із рисового оцту, цукру, солі — такий рис носить назву сумесі (яп. 酢飯, дослівно «оцетовий рис»). У деяких ресторанах «fusion cuisine» використовується короткозернистий коричневий рис і дикий рис. Рис варять по-японськи (з попереднім промиванням, у закритій ємності з мінімальною кількістю води, без солі, воду попередньо настоюють на листях комбу), а перед приготуванням суші йому дають охолонути в спеціальній дерев'яній кадці — хангірі (або охолоджують, наприклад, обмахуючи рис віялом). Рис для суші зазвичай має використовуватися, як тільки він досяг кімнатної температури.

### Норі
Норі — це сушене листя водоростей, яке використовують для приготування макідзусі, гунканмакі, темакідзусі і деяких нігірідзусі.

### Начинка
- Риба

Тільки океанічна риба, у якій зазвичай значно менша кількість паразитів, може використовуватися в сирому виді як начинка для суші, тим не менше навіть таку популярну рибу як лосось і тунець дозволяють використовувати в сирому виді тільки після глибокого заморожування. Річкову рибу, у якій досить висока ймовірність наявність паразитів, завжди готують.
Найчастіше використовується така риба: тунець, жовтохвіст, луціан, вугор, макрель і лосось.
- Морепродукти

Інші морепродукти: кальмари, восьминоги, креветки, рибна ікра, морський їжак (уні) і різноманітні види молюсків. Проте устриці не використовуються при приготуванні суші, оскільки їхній смак не підходить до смаку рису.
- Яйця

Яйця (у вигляді трохи підсолодженого, укладеного шарами омлету, який називається 卵焼き тамагоякі). Омлет традиційно готується в прямокутній сковорідці (巻き焼き鍋 макіякінабе) і використовується для формування мішочку для рису й начинок. Складові японського омлету — яйця, соєвий соус, майонез, дасі, цукор. Готуючи фукусадзусі, тонкий, як лист паперу, омлет може замінити лист норі.
- Червоне м'ясо

Використовують яловичину, конину, шинку й ковбасу.
- Овочі

Маринований дайкон (такуан) в сінко макі, різноманітні мариновані овочі (цукемоно), квашена соя (натто) в натто макі, авокадо в роллах «Каліфорнія», огірок у каппа макі, спаржа, ямс, тофу, маринована слива уме — умебоші (яп. 梅干), гарбуз, лопух і солодка кукурудза, змішана з майонезом.

### Приправи
- Соєвий соус (яп. 醤油, сьо:ю)
- Васабі (яп. 山葵) — перетертий корінь рослини васабі (особливий вид хрону, евтрема японська). Вважається, що справжній васабі вбиває мікробів у сирій рибі. У більшості випадків, як у Японії, так і за її межами, під виглядом васабі використовують імітацію васабі на основі гірчиці або хріну.
- Гарі (яп. がり) — маринований імбир.
- Рисовий оцет або спеціальні приправи з рисовим оцтом додаються до рису для надання специфічного смаку.

## Суші у світі
У 1990-х роках японські шеф-кухарі в США створили об'єднання D.C. Sushi Society, метою якого є, згідно з описом, «розуміння та усвідомлення японської культури, традицій і техніки коректного приготування суші та японської високої кухні». Об'єднання проголосило 1 листопада щорічним «днем суші», у який в усіх ресторанах, що входили в дане об'єднання, кухарі готували суші в однаковий час за однаковою ціною.
З 2006 року японський уряд всерйоз перейнявся проблемою псевдояпонських закладів ресторанного типу, які готують суші з недотриманням традиційних правил і прийомів кулінарної культури Японії за її межами. Згідно зі статтею з газети The Washington Post, скандал виник через у зв'язку з запрошенням міністра сільського господарства Японії відвідати в США ресторан, що йменує себе японським, та скуштувати японські страви. Усе, що відбувалося, міністр назвав «найвищим кулінарним злочином» через те, що суші там подавалися в складі меню разом з яловичиною-барбекю в корейському стилі. «Подібні речі немислимі», — сказав міністр, «Називайте це як хочете, але це не японський ресторан». Після цього інциденту уряд Японії вирішив здійснювати перевірки зарубіжних ресторанів, що називають себе японськими. Заклади, які пройшли перевірку як «істинно-японські», отримували офіційний знак, що робив їх відмінними від інших — вишню, яка цвіте. Цей знак мав бути встановлений у вікні на загальний огляд. Ресторани згадувалися на офіційному, створюваному в кожному місті, інтернет-сайті японських ресторанів, що спонсорувався. Перші перевірки почалися у Франції, куди потаємні інспектори, відібрані групою продовольчих спеціалістів, були відправлені у 80 ресторанів японської кухні Парижа. Деякі заклади добровільно погодилися на перевірку, у той же час як в інших були проведені несподівані перевірки. Приблизно одна третина ресторанів була далека від стандартів, що, у кінцевому рахунку, позбавило їх права показувати офіційний знак відмінності й бути перерахованими на вебсайті японських ресторанів Парижа.

## Міфи
- Розповсюджена помилкова думка, що в суші використовується лише сира риба. Проте, річкова або прохідна риба, як-от лосось, сирою в їжу не використовується через високу небезпеку зараження паразитами.
- Найчастіше васабі навіть немає на столі. Ним змащують рибу, як це і належить робити, перед приготуванням суші. У Японії приносять тільки імбир, який їдять перед кожною новою порцією. Він оновлює рецептори, готує їх до смаку нової риби.[3]

## Галерея

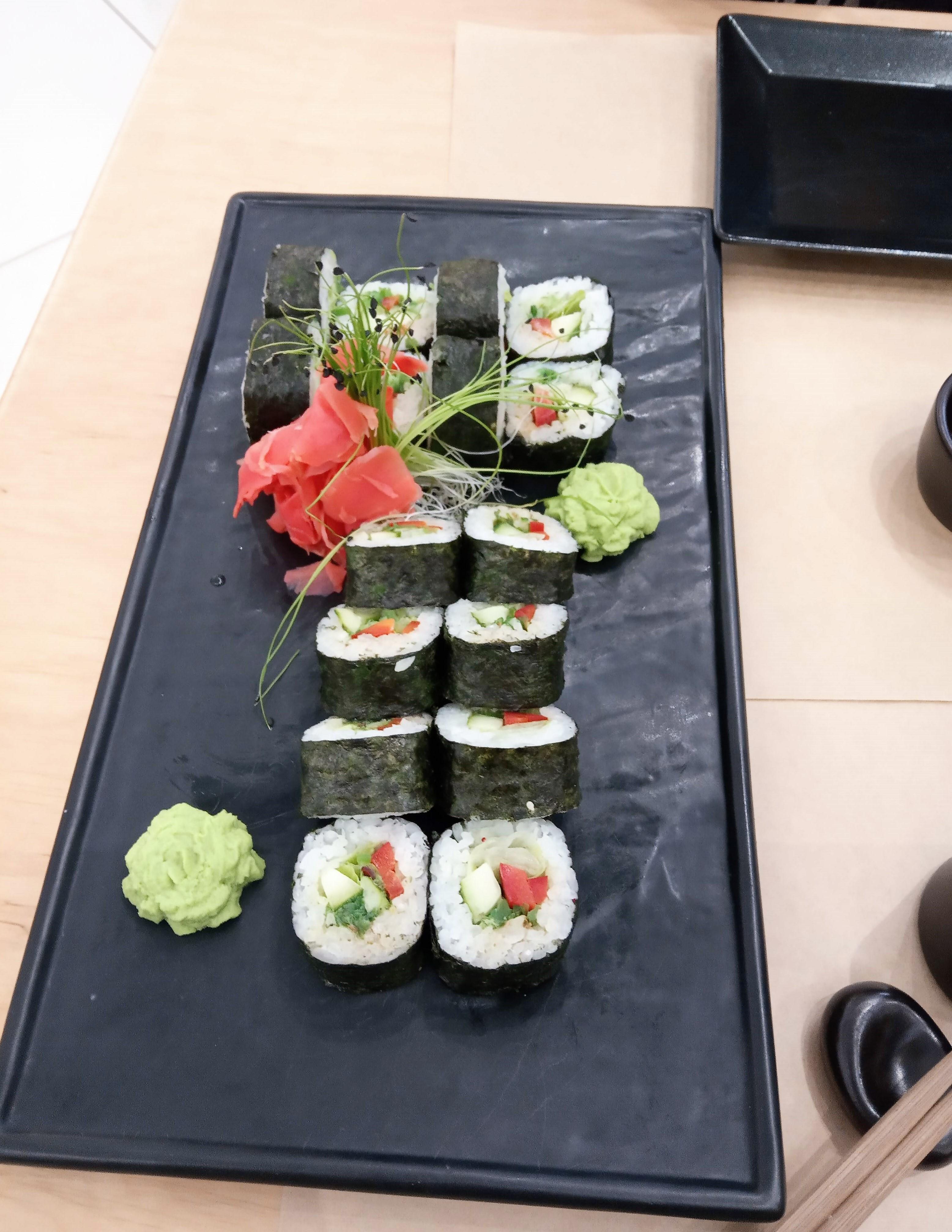
Суші Макі Овочевий із кунжутовим соусом, маринованим імбирем та васабі. Чернігів, 2020
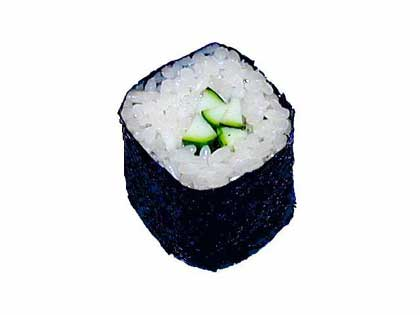
Суші макі з огірком
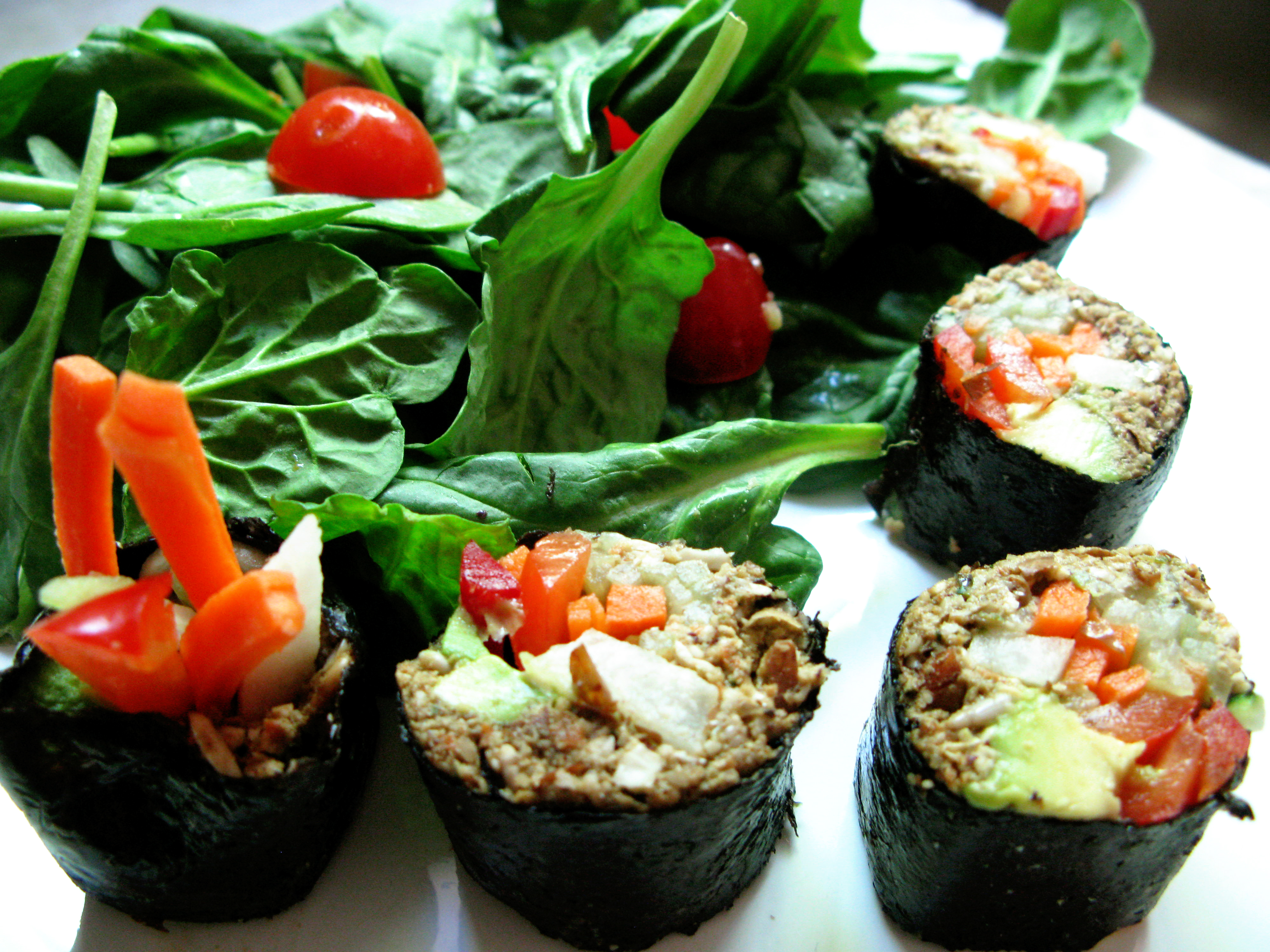
Сироїдські суші
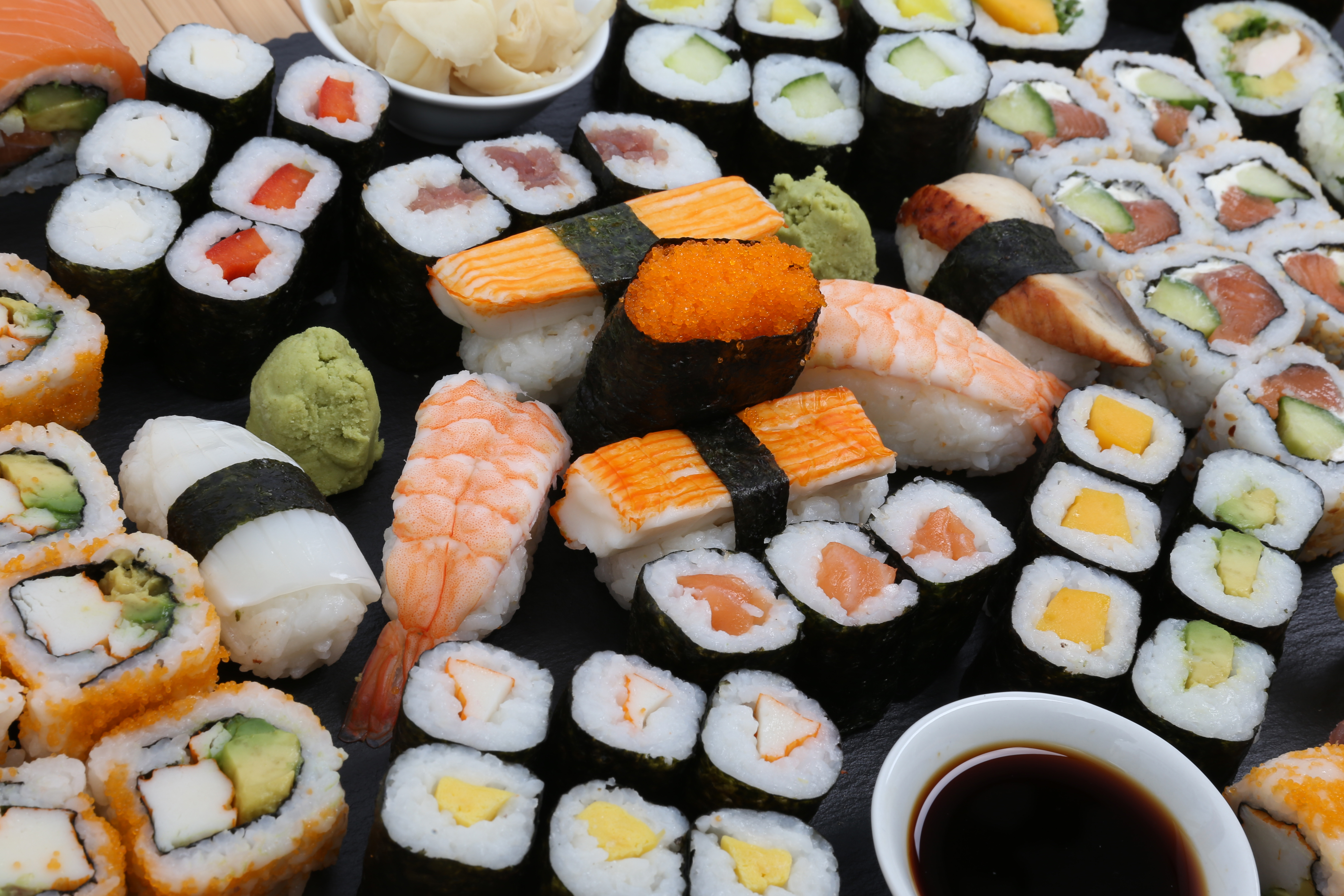
Набір різних суші
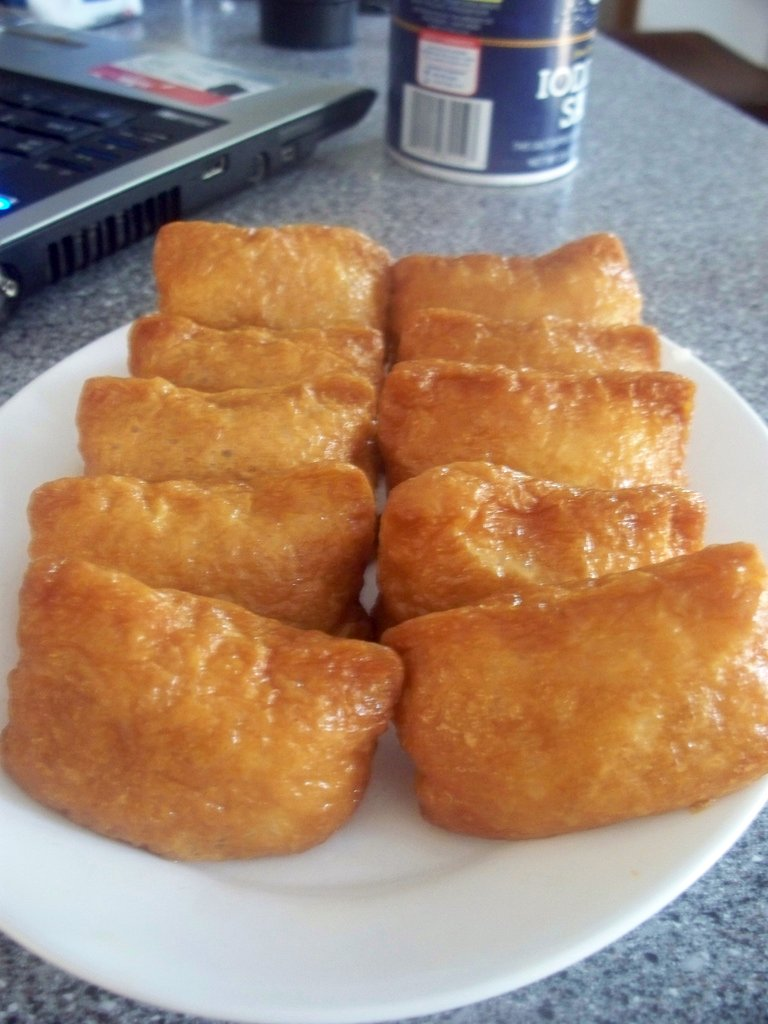
Інарі-дзуші
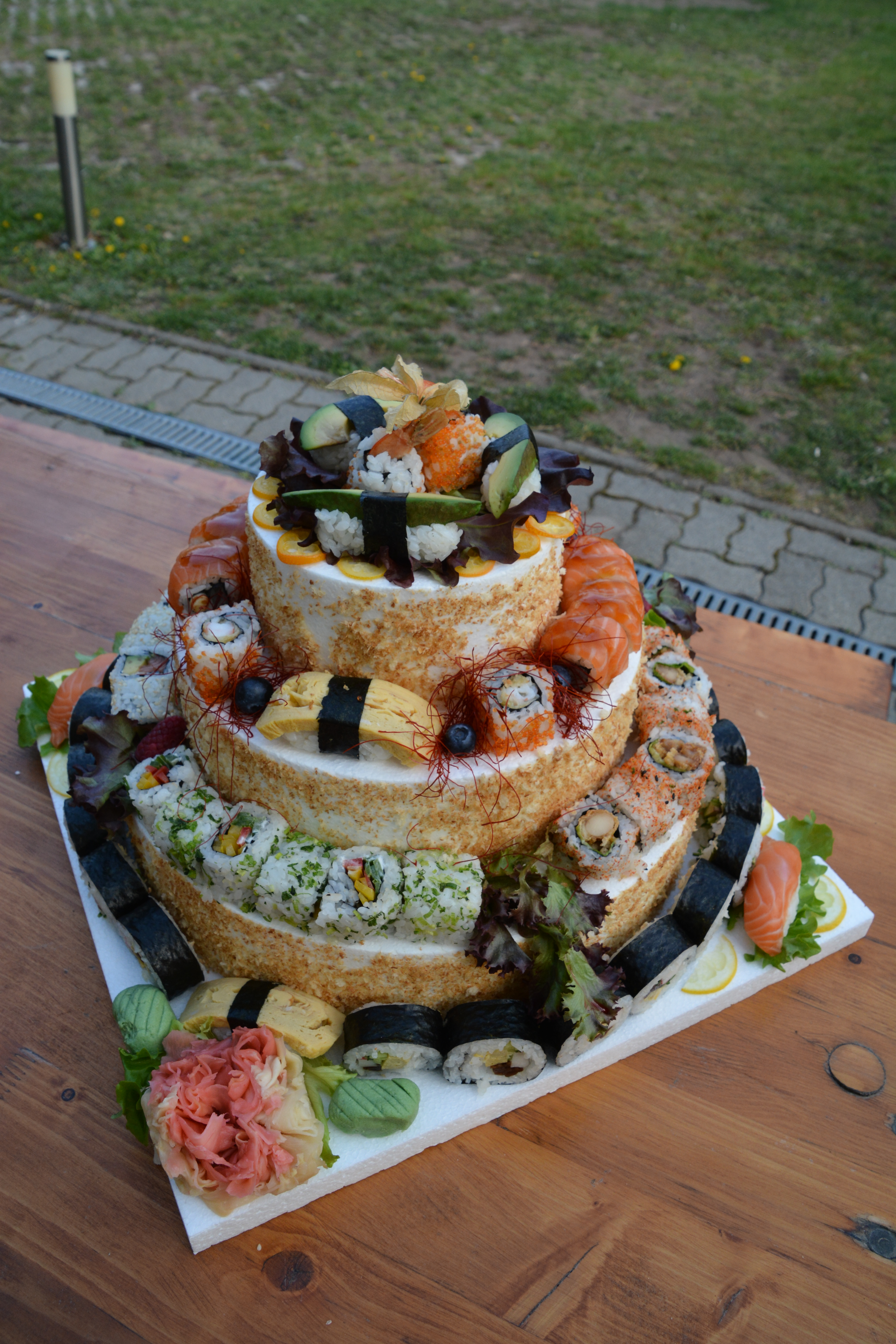
Суші-торт. Будапешт, 2019
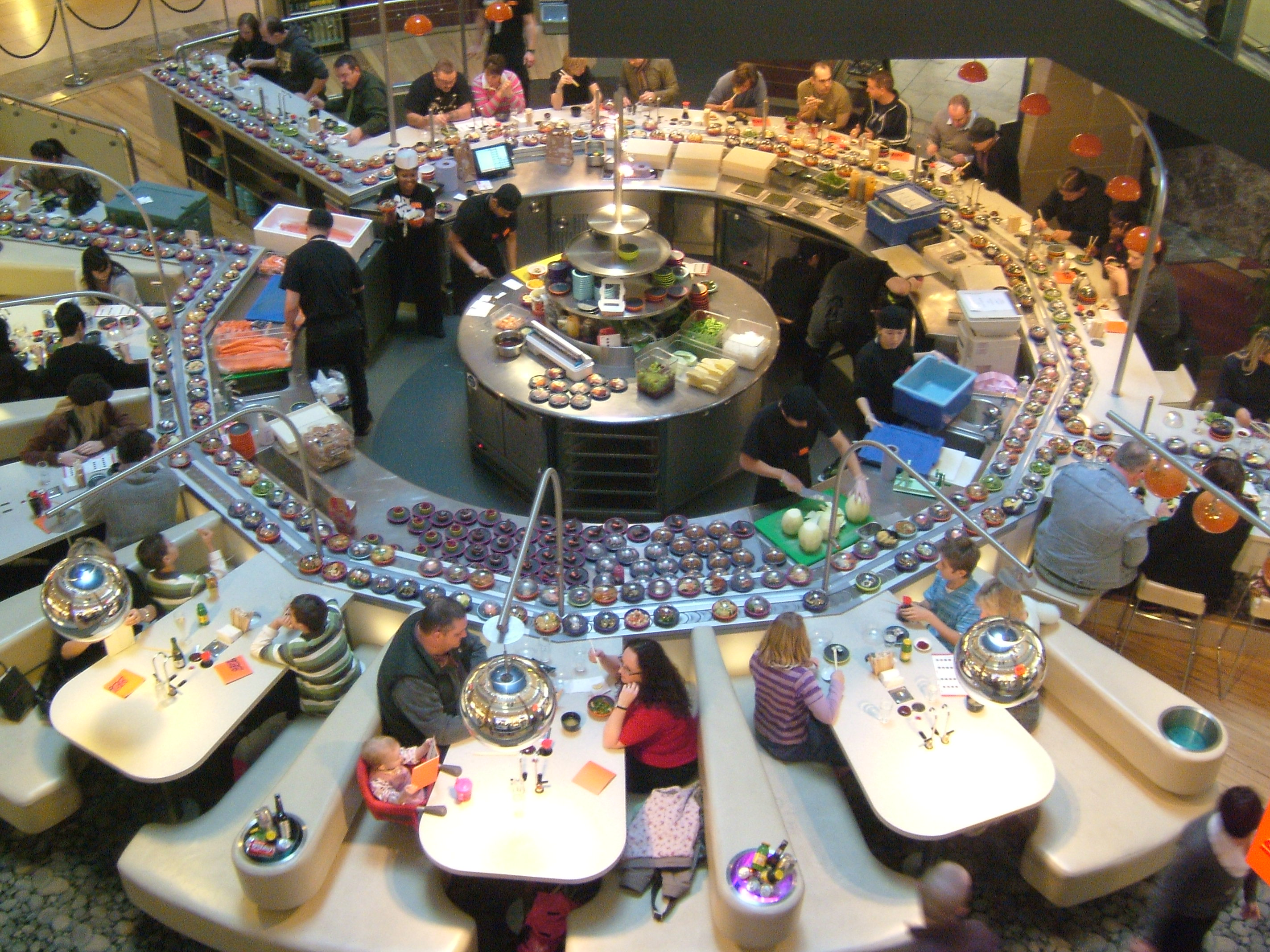
Кайтен-дзуші (ресторан суші) в торговому центрі «Bluewater», графство Кент, Англія, 2007
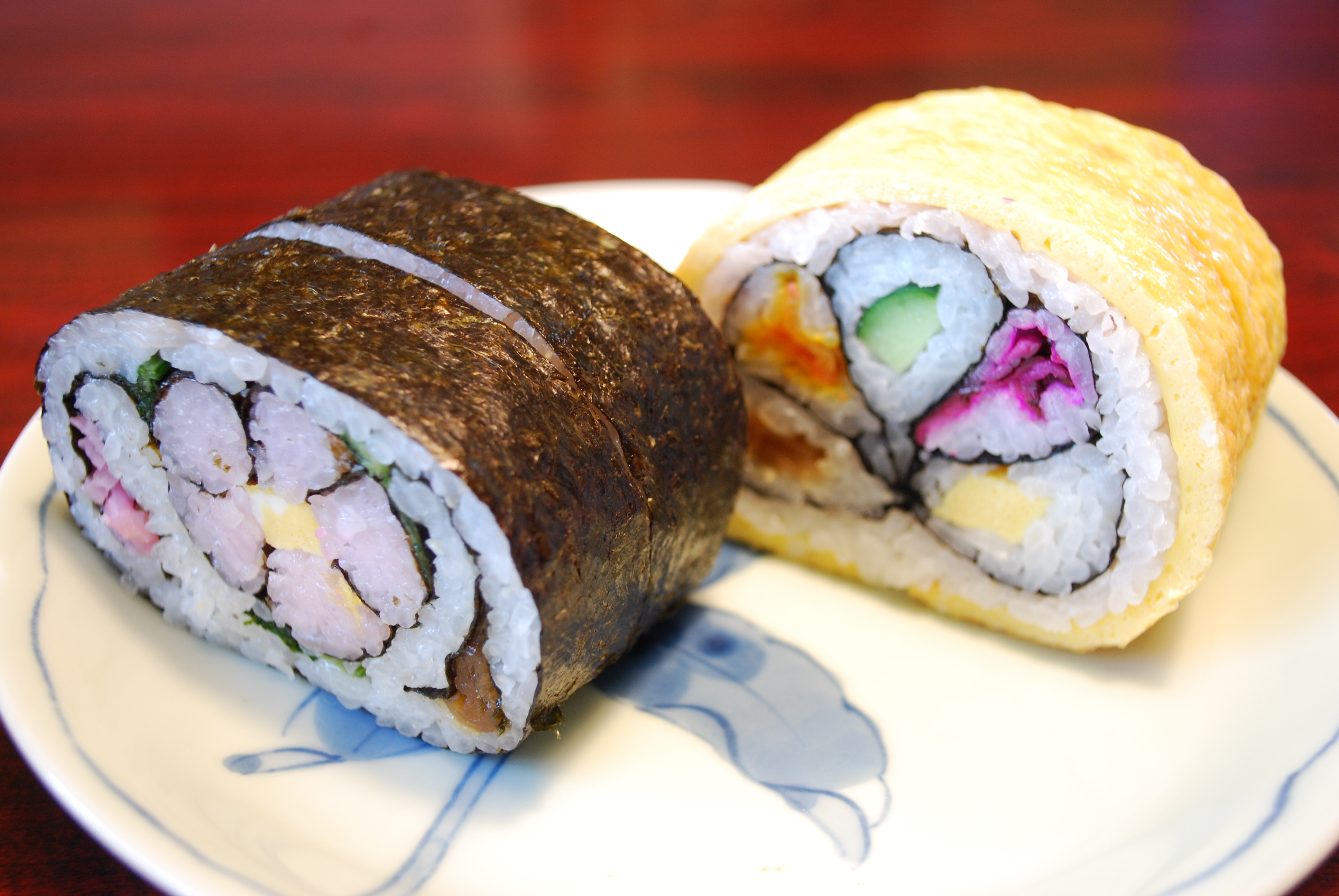
Великий (товстий) суші в місті Каторі, Японія
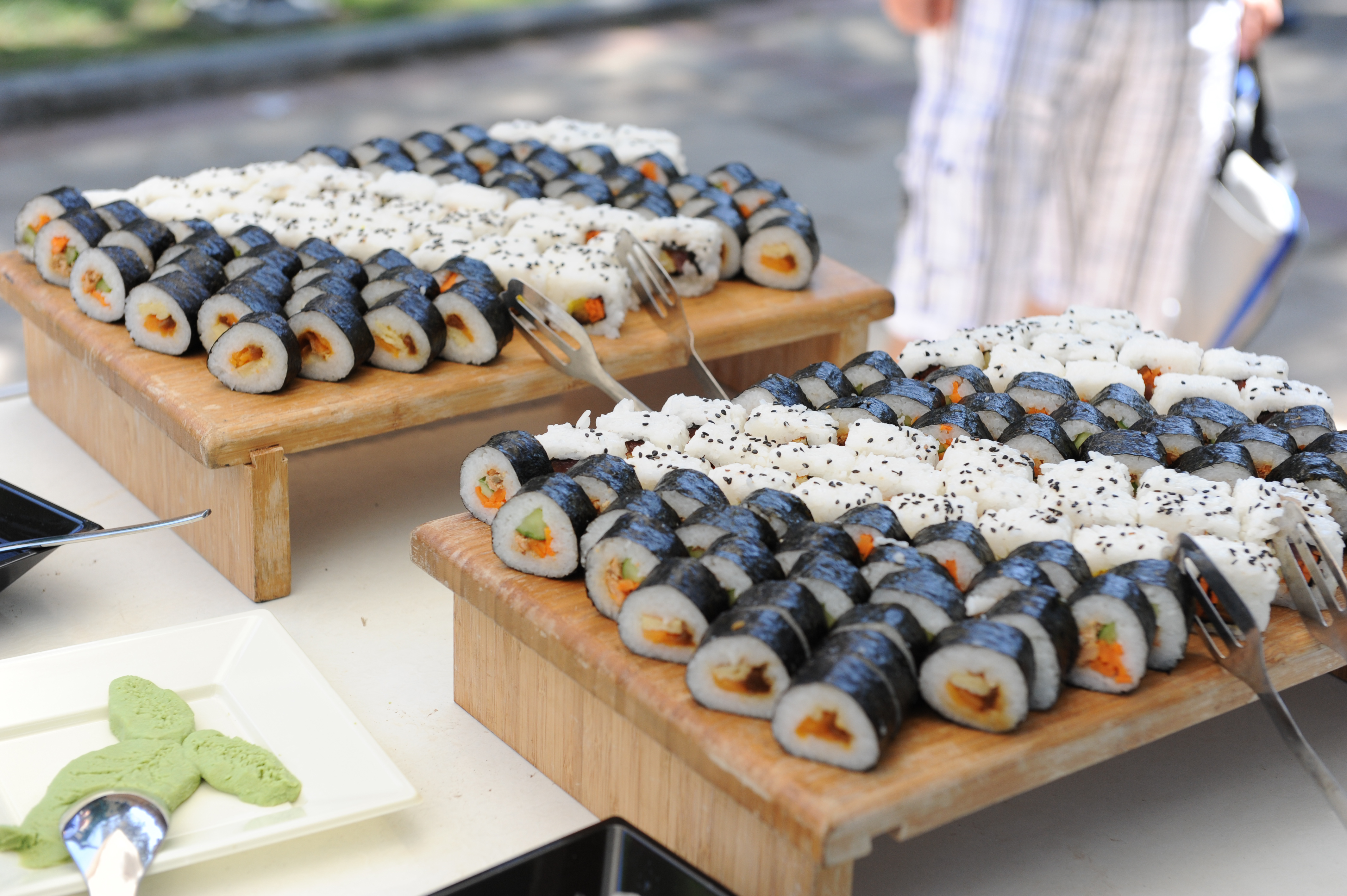
Суші на Вікіманії-2011 в Ізраїлі
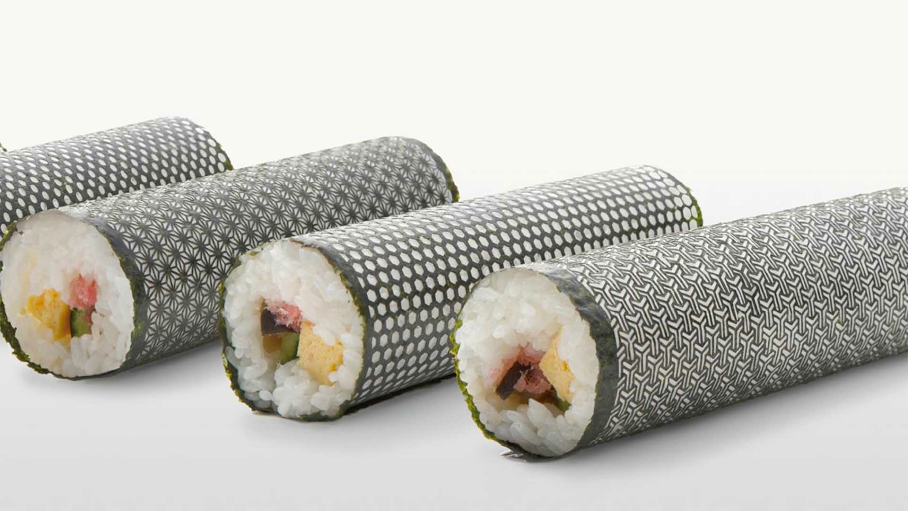
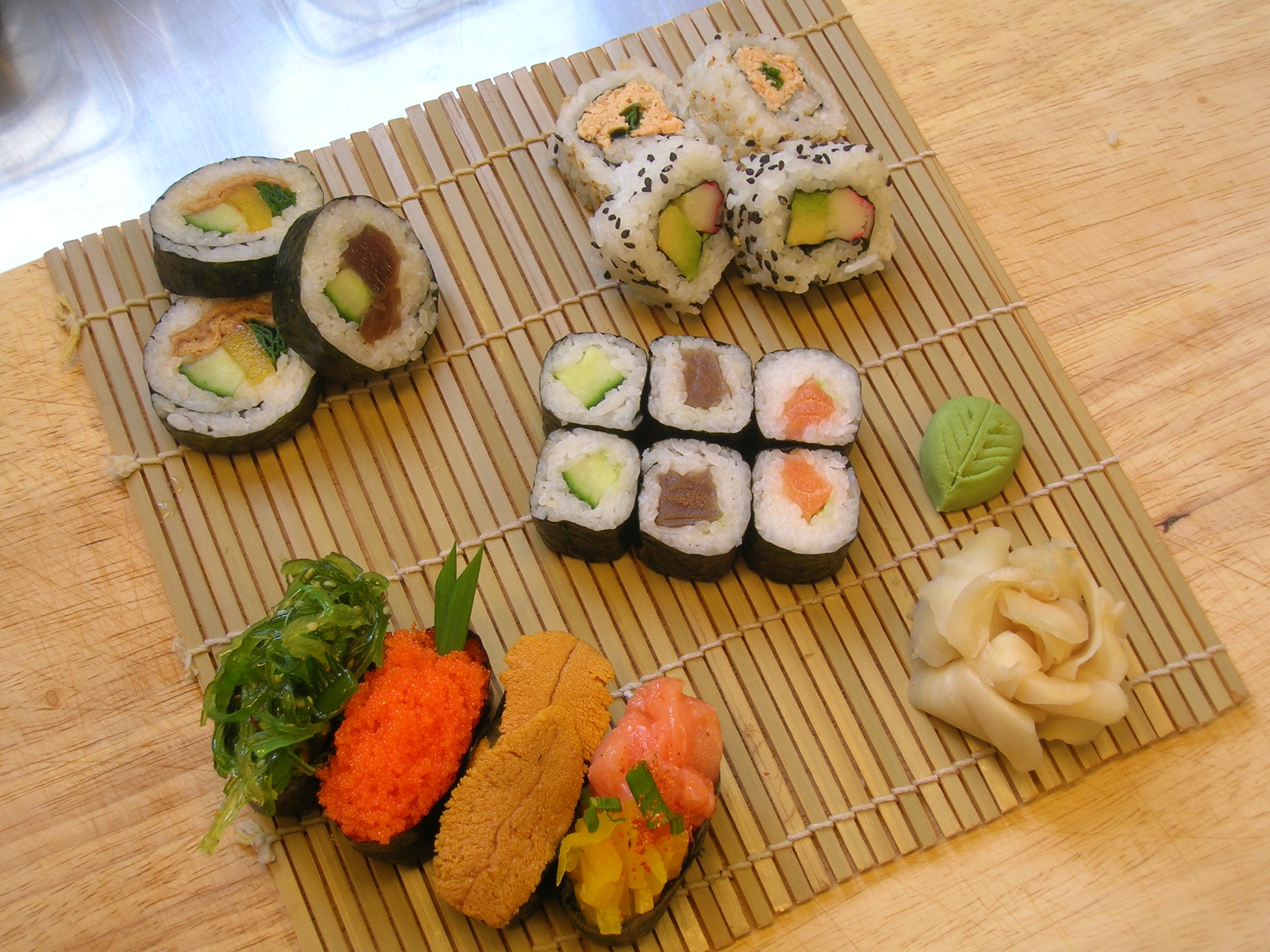
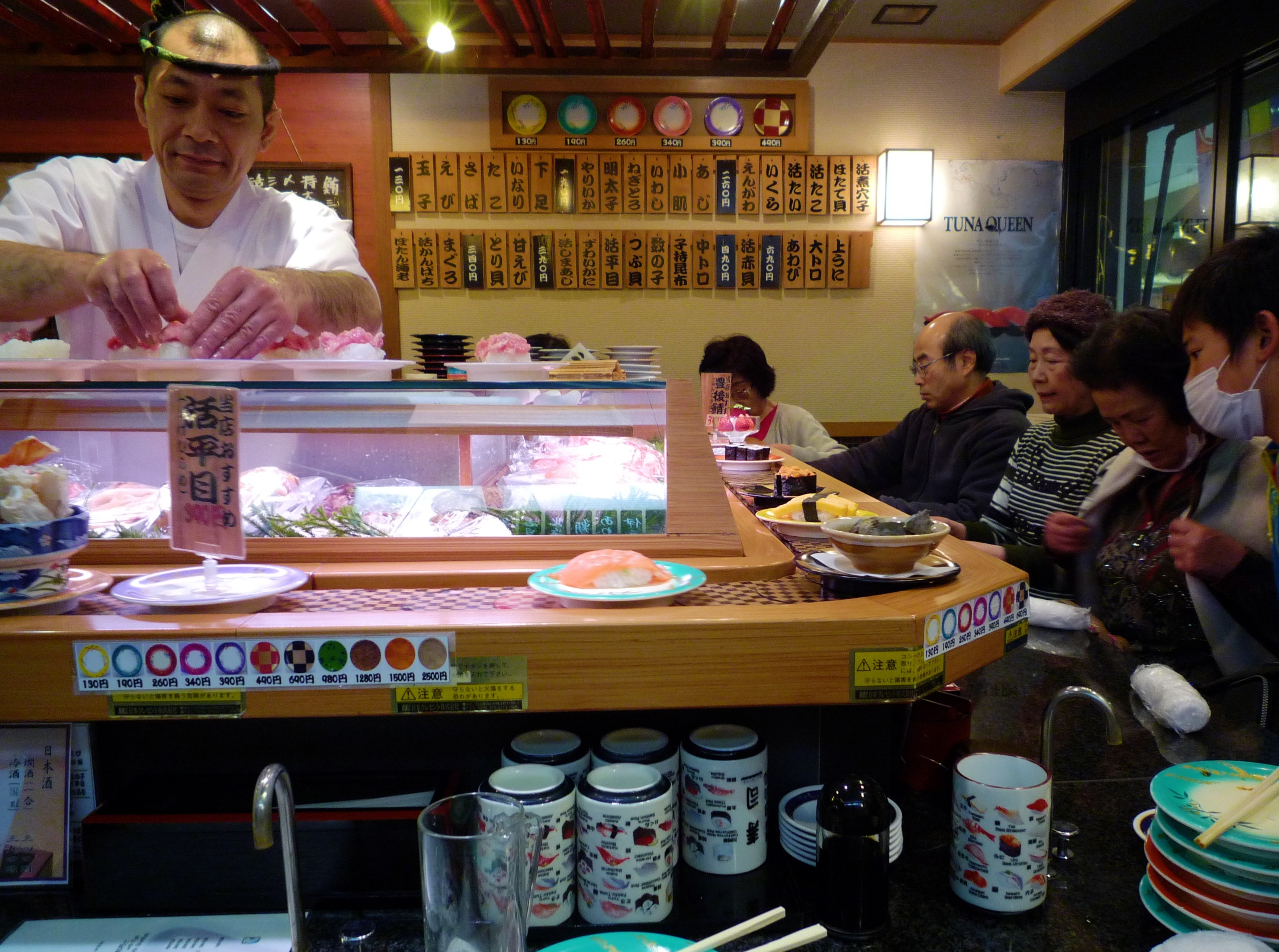
Ресторан суші в Токіо, 2010
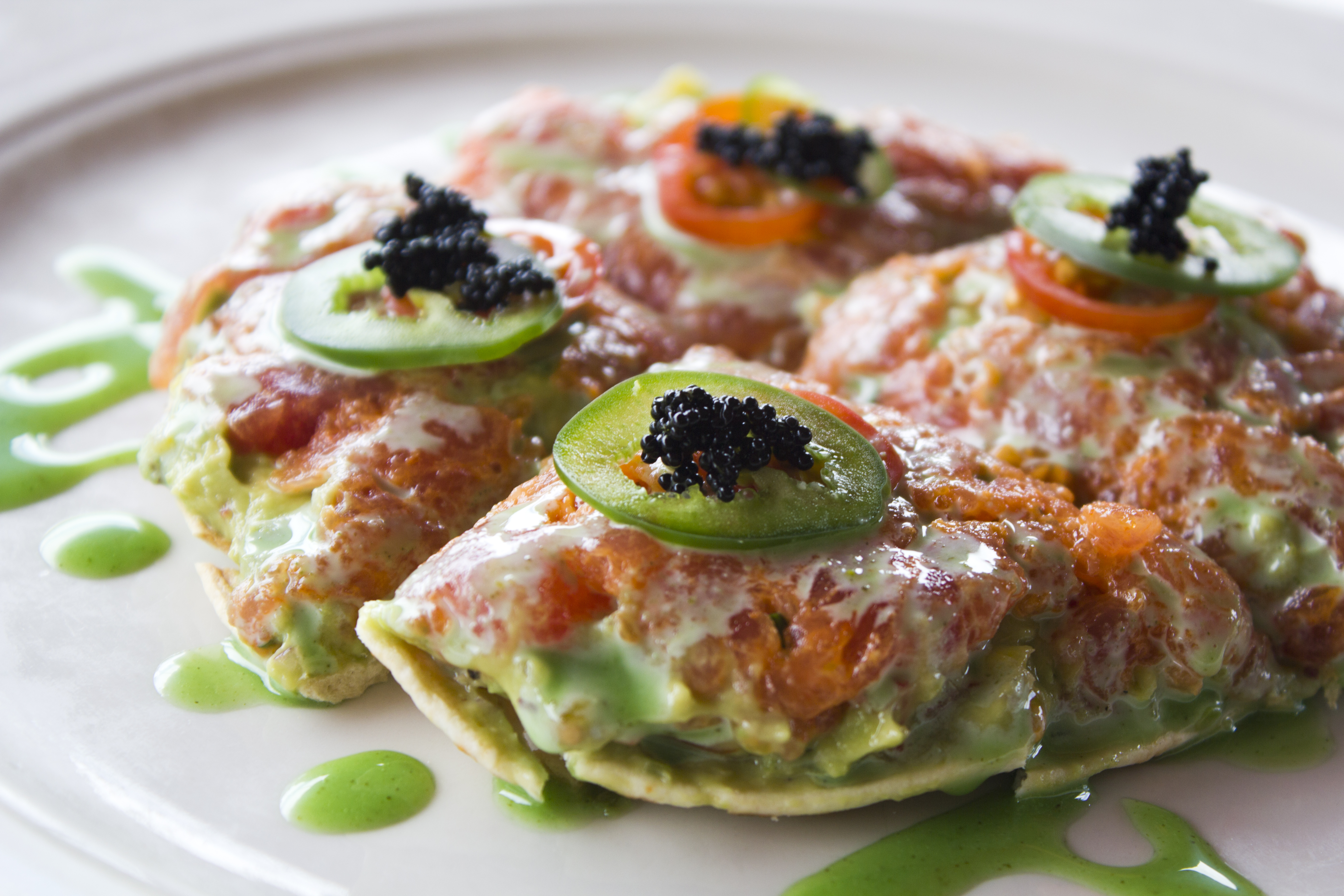
Суші-піца в Торонто
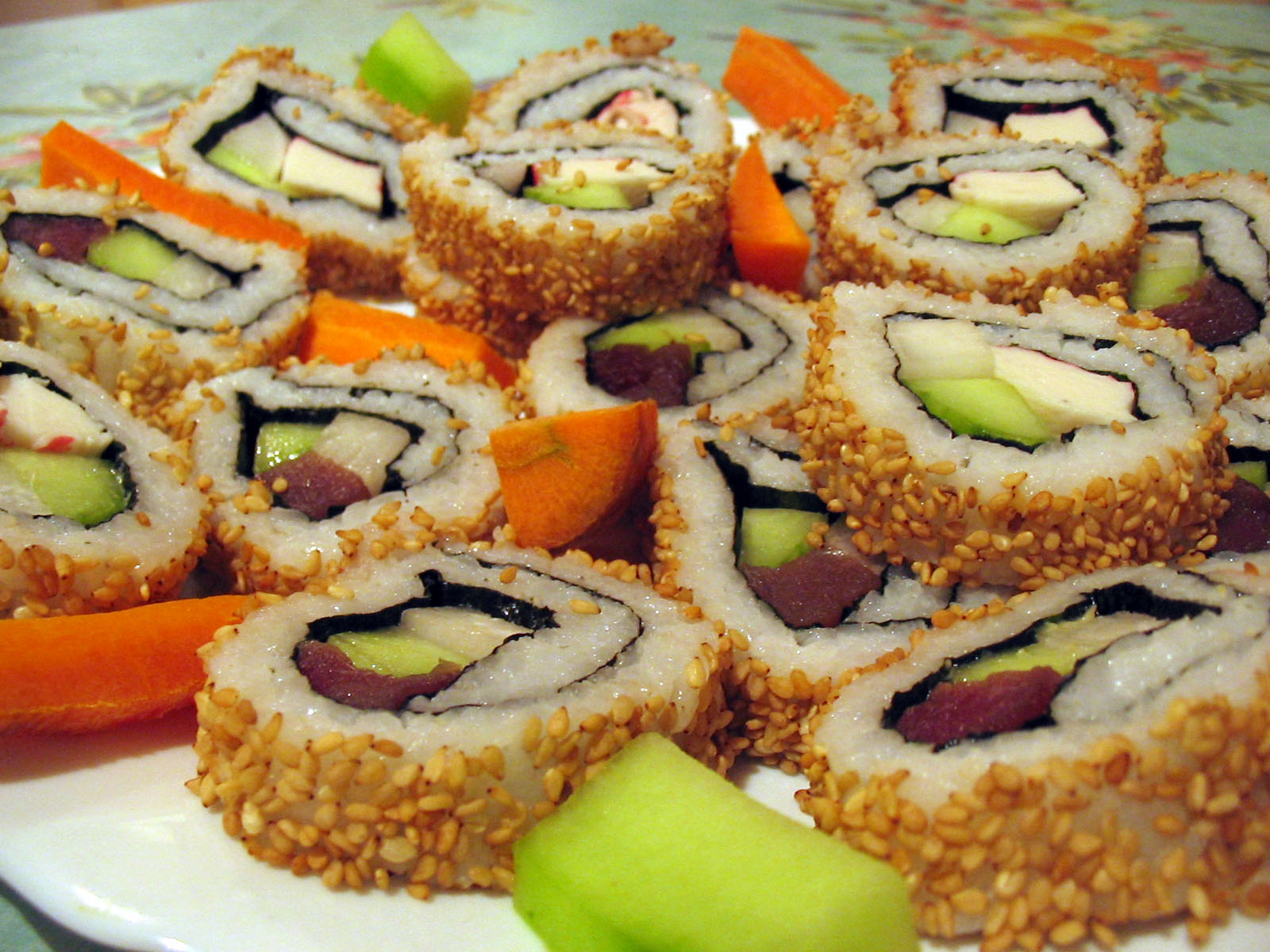
Рол Каліфорнія
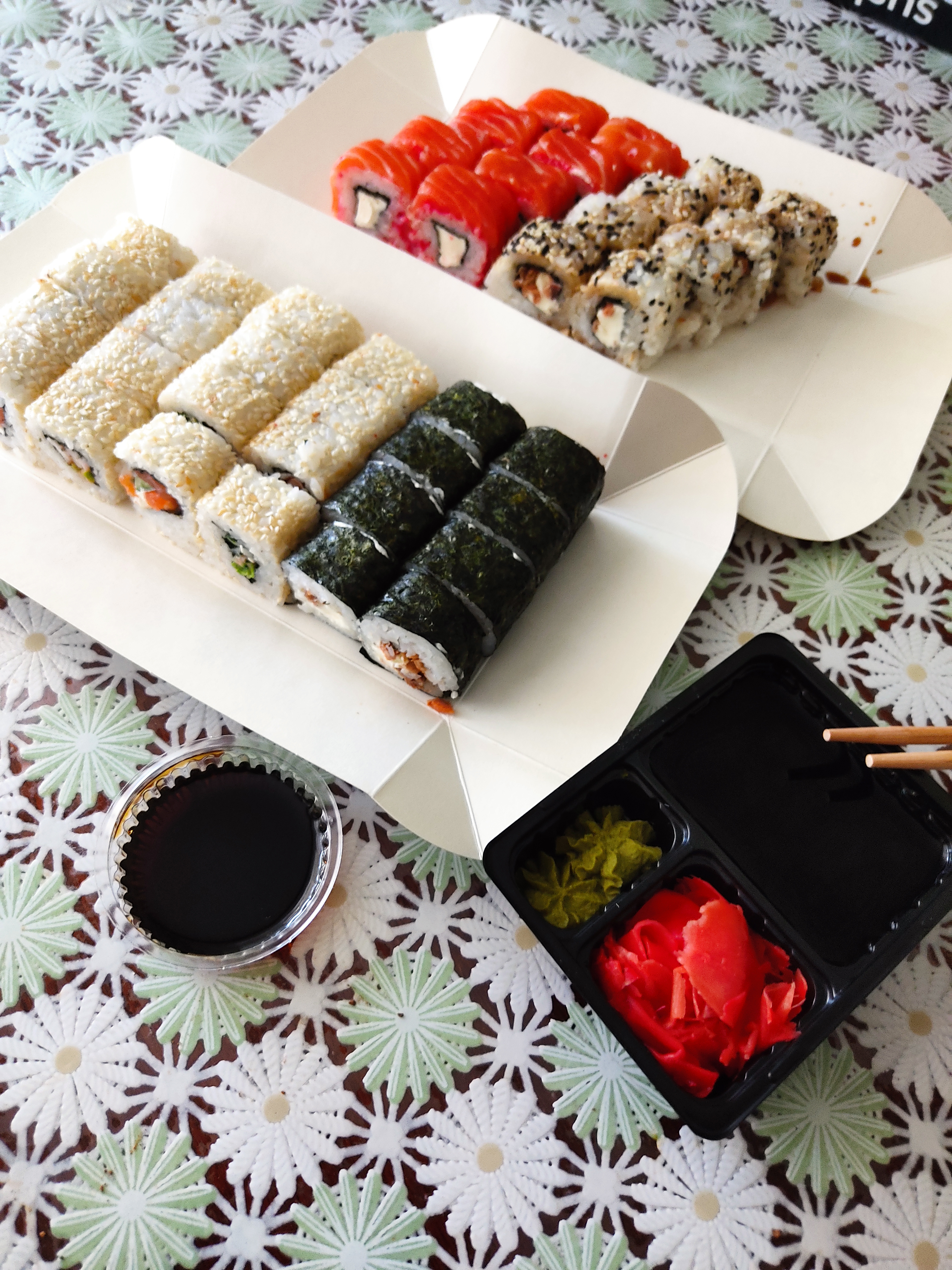
Суші в Україні з доставкою до дому.
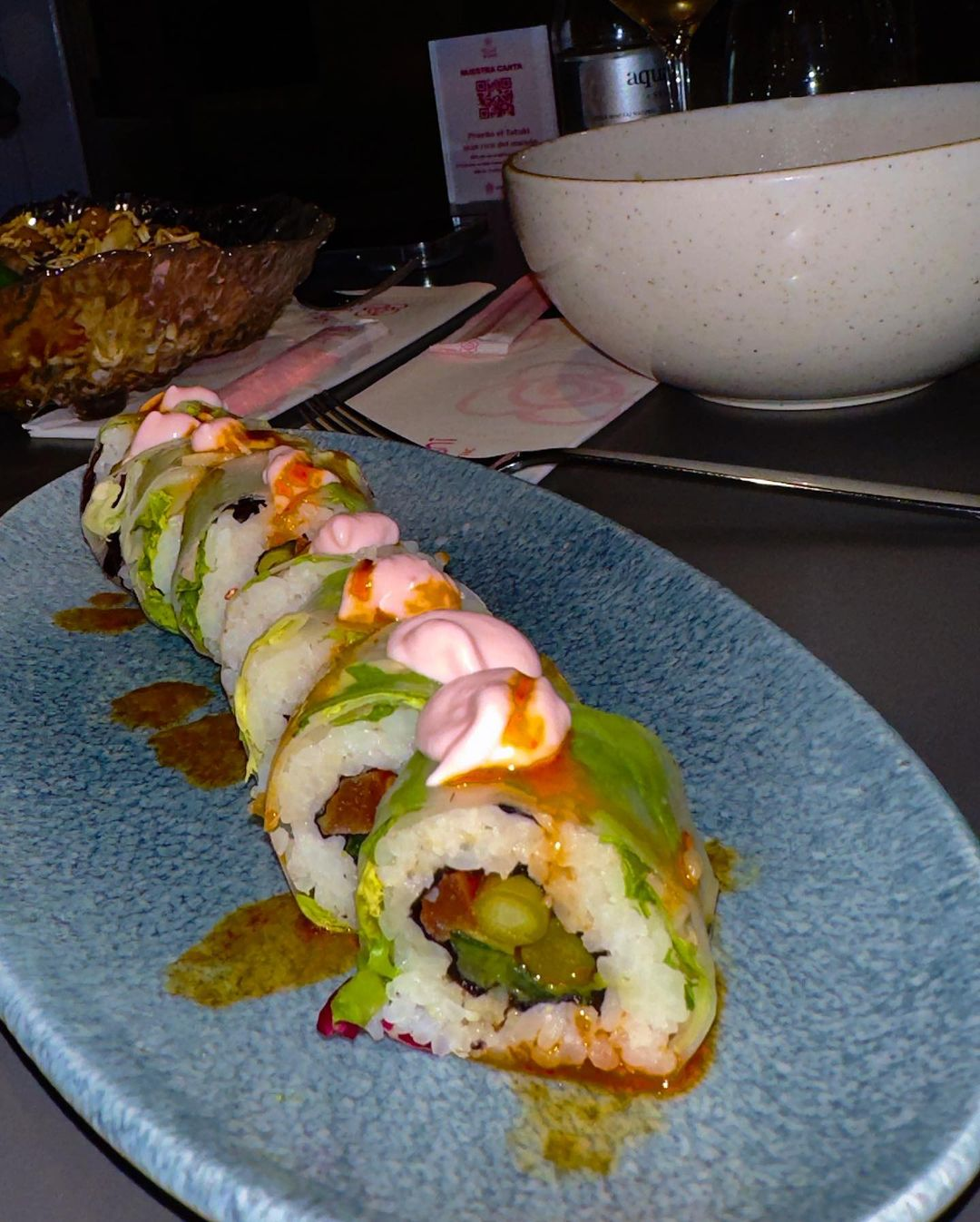

## Посилання

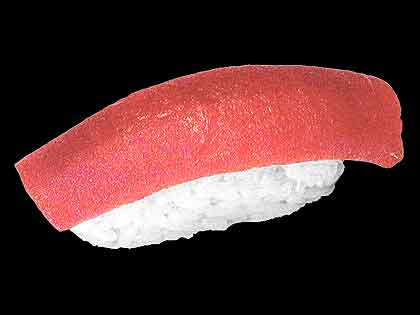
Західний стереотип суші — жменька рису вкрита шматком сирої риби